# 4591 Брянцев
4591 Брянцев (4591 Bryantsev) — астероїд головного поясу, відкритий 1 листопада 1975 року.
Тіссеранів параметр щодо Юпітера — 3,453.